# 蒙古滅西夏之戰
蒙古滅西夏之戰，又称蒙夏战争，為蒙古帝国擴張中的一場戰爭。戰爭分為三個阶段：蒙古首次入侵西夏、西夏短暫臣服蒙古和蒙古再度入侵西夏。最后以西夏滅亡告终。

## 蒙古三征西夏
西夏原為位于中國西北的一個國家，並且與一北方遊牧民族克烈部非常友好。但是統領乞顏部的鐵木真於1203年滅了克烈部，使西夏失去了一部份蒙夏間的屏障。
蒙古入侵西夏的原因说法不一。一说是為了消滅和蒙古有著三代不共戴天之仇的金朝，必須孤立金朝。而孤立金朝的方法就是消滅掉夏金聯盟，因此成吉思汗決定先消滅西夏。另一说是为了控制丝绸之路的贸易。
1205年，鐵木真率部第一次入侵西夏，洗劫了西夏邊疆的一些城鎮。
1206年，蒙古帝國正式成立，鐵木真称成吉思汗。1207年成吉思汗發動第二次征夏戰，進攻斡羅孩城（今内蒙古乌拉特中后旗西境），但因西夏軍隊的抗擊而以失敗告終。1209年，蒙古成功佔領了高昌回鶻，這亦使西夏的河西地區失去蒙夏間的屏障。後來蒙古第三次征夏，由河西地區開始入侵，攻擊斡羅孩。西夏太子李承禎戰敗而逃，其大將高逸被俘後被殺。蒙古後來又拿下斡羅孩城，逼近克夷門——都城中興府的最終防線。西夏大將嵬名令公雖然實行伏擊計劃，但仍然敗給蒙古軍隊。因此，都城中興府為蒙古軍隊所包圍，且夏襄宗求救無門。最後，襄宗唯有給予蒙古大量賠款及接受蒙古「附蒙伐金」的條件，蒙古才接納其求和。

## 蒙古西夏結盟
西夏接受蒙古「附蒙伐金」的條件後，唯有攻擊其原本的盟友金朝。這一連串的戰爭持續了逾十年，並大大地削弱了金夏的國力，西夏的人民因勞役導致生活困苦，國家的經濟和生產力亦大受影響，军队也因長期征戰而十分積弱。西夏官場政治十分黑暗和腐敗，夏襄宗本人更加昏庸無能，沉醉於酒色之中。宗室齊王李遵頊得於1211年成功發動宮廷政變並奪權，為夏神宗。夏神宗仍繼續攻擊金朝，國家依旧不穩定，民變四起。

## 第四次征夏戰與西夏的覆亡
1217年，成吉思汗發動第四次征夏戰，借口為前一年西夏拒絕協助成吉思汗西征花剌子模。神宗因害怕蒙古大軍逃至靈州 ，令太子李德旺留在都城中興府。李德旺遺使求和。
1223年，夏神宗傳位予李德旺，因為神宗不想成為一位亡国君主。李德旺成为夏獻宗。獻宗決定再次使用「聯金抗蒙」的政策，和金朝結盟。计划藉蒙古大軍西征期間聯合漠北蒙古諸部攻蒙。駐守蒙古的大將孛魯發現了西夏的陰謀，便於1224年立刻自東向西攻擊西夏，並成功拿下西夏的銀州，更加捕獲西夏大將塔海。1225年，成吉思汗西征歸來後便立刻入侵西夏沙洲。西夏只好求和並答應蒙古的要求。
1226年，成吉思汗再度攻擊西夏，原因為西夏違反了和約。領有主力軍的成吉思汗首先围攻兀剌孩城以西的黑水城，擊敗从賀蘭山赶来的西夏大將阿沙敢不的援军，拿下黑水城，最後才到達渾垂山。另一方面，蒙古大將阿答赤率另一支軍隊先後拿下甘州、沙州和肅州等要塞。雖然途中遇到西夏大將和典也怯律的抵抗，但大致上蒙古的進攻也是順利的。看著蒙古的步步進迫，獻宗因此過度憂慮而死，帝位傳給侄子南平王李睍，即夏末帝，西夏最後一位皇帝。
1226年8月，蒙古大軍實行「黃河九渡」，即从黄河多个渡口同时渡河，成功佔領應理、夏州等地，並圍攻靈州。西夏將領嵬名令公帶領援軍協助抗敵，但最後仍然失敗無法抵抗蒙古的入侵，自己戰敗身亡。而後，蒙古大軍十分順利地攻佔積石州、西寧等地。直到此時，蒙古大軍只差西夏最後領土都城中興府仍未攻陷。
1227年，末帝出城投降，西夏正式宣告滅亡，歷時22年的蒙古滅西夏之戰宣告結束。拖雷最後遵從成吉思汗的遺願殺掉末帝，蒙古大軍隨即於西夏都城中興府屠城，大部份西夏建築皆被破壞、毀滅。屠城最後因察罕的勸諫而告結束。
经过长期战争，西夏人口当时已经仅剩20余万，西夏灭亡后，西夏故地并入元朝户籍的，只有十几万人。
1227年10月，随蒙古军迁徙的西夏末帝及其随从按照成吉思汗遗命于萨里川被拖雷斩杀。

## 影響
蒙古帝国消滅西夏使金国失去最後的盟友之餘，亦使金朝失去西北一屏障。而蒙古亦因此得以全面掌控丝绸之路的贸易，削弱金国的经济。这些原因導致金国後來的滅亡命運。
蒙古帝国借此国力大增，奠定日後侵略中亚、西亚、金国及南宋的根基。